# Cerodontha pubicata
Cerodontha pubicata este o specie de muște din genul Cerodontha, familia Agromyzidae, descrisă de Spencer în anul 1959.
Este endemică în Congo. Conform Catalogue of Life specia Cerodontha pubicata nu are subspecii cunoscute.